# Ховард, Брэндон
Брэндон Ховард, также известный как Б. Ховард, — американский певец, продюсер и автор песен. Его альбом Genesis вышел в 2010 году. Ховард является автором и продюсером песни «I Ain’t Gotta Tell You» из альбома Ne-Yo In My Own Words, которая возглавила чарт Billboard 200 в 2006 году Ховард также был автором песни «Can’t Get Tired of Me» из альбома Face Off, совместного альбома Омариона и Bow Wow; альбом был под номером 11 в чарте Billboard 200 в 2007 году В 2016 году сингл Ховарда Don’t Say You Love Me занял 11-е место в чарте Billboard Top Dance.

## Ранний период жизни
Брэндон Ховард родился в Лос-Анджелесе. Он вырос между Лос-Анджелесом и Чикаго. Мать Ховарда, Мики Ховард, — успешная певица и автор песен. Джо Джексон, патриарх семьи Джексонов, был менеджером Мики в 80-х. Бабушкой Брэндона была Жозефина Ховард из группы The Caravans; это была первая группа, религиозные песни которой звучали на светском радио. Б. Ховард говорил, что сначала хотел работать в сфере финансов. Он был вдохновлен выступлениями групп A-ha и Tears for Fears на телеканале MTV и в итоге выбрал музыкальную карьеру. Брэндон взял псевдоним «Sonik» и стал работать с Джеральдом Левертом в Кливленде, штат Огайо.

## Музыкальная карьера
Ховард работает продюсером с 2003 года
Б. Ховард начал сольную карьеру в 2010 году после успеха своего сингла «Dancefloor». В 2010 году Ховард сотрудничал с Вайклефом Джин и Джазмин Салливан и перезаписывал песню «Ke Nako» как дань уважения Нельсону Манделе.
Первый сингл из альбома Genesis, «Super Model», был выпущен в iTunes 8 февраля 2011 года. Премьера сингла «Dancefloor» состоялась в среду, 8 июня (2011 г.), в iTunes и на других цифровых платформах. Ховард выступил в Японии в поддержку этого релиза. В настоящее время Ховард работает над будущим мини-альбомом Official. Сингл «I Do It» был выпущен в 2013 году.
Сингл Ховарда Don’t Say You Love Me занял 11-е место в чарте Billboard Top Dance в январе 2016 года. В 2018 году Ховард присоединился к китайскому фестивалю виртуальных звезд в Пекине.

## Сходство с Майклом Джексоном
Сходство Ховарда с покойным поп-певцом Майклом Джексоном было предположительным, и в 2014 году на телевидении FilmOn.com заявили, что у них есть доказательства, подтверждающие отцовство. Впоследствии была доказана неубедительность тестов.
В марте 2014 года певец Эйкон дал интервью Ларри Кингу, в котором он как артист, работавший и с Ховардом, и с Джексоном, утверждал, что Ховард является сыном Майкла Джексона.
В 2021 году Аарон Картер также дал интервью Vlad TV, в котором заявил, что Ховард — сын Майкла Джексона.

## Дискография

### Продюсирование и написание песен
| Название песни               | Исполнитель                       | Альбом                                            | Дата выхода | Вклад                                                   |
| ---------------------------- | --------------------------------- | ------------------------------------------------- | ----------- | ------------------------------------------------------- |
| «Pass me by»                 | Dru Hill                          | Dru World Order                                   | 2002        | Продюсер                                                |
| «Good Luck»                  | Marques Houston                   | MH                                                | 2003        | Автор песни                                             |
| «Love You More»              | Ginuwine                          | Сингл                                             | 2003        | Автор песни                                             |
| «Wide Open»                  | LSG                               | LSG2                                              | 2003        | Продюсер                                                |
| «Lesson Learned»             | LSG                               | LSG2                                              | 2003        | Продюсер                                                |
| «Ya Kiss»                    | Kevin Lyttle                      | Kevin Lyttle                                      | 2004        | Автор песни                                             |
| «Taste of Dis»               | Brooke Valentine                  | Chain Letter                                      | 2005        | Автор текста и аранжировка                              |
| «Marriage»                   | Marques Houston                   | <i id="mwvg">Naked</i>                            | 2005        | Продюсер                                                |
| «Covergirl»                  | Brooke Valentine                  | Chain Letter                                      | 2005        | Продюсер                                                |
| «Cheat»                      | Marques Houston                   | Naked                                             | 2005        | Автор песни и продюсер                                  |
| «What it Do»                 | Lupe Fiasco                       | Food & Liquor                                     | 2006        | Автор песни и продюсер                                  |
| Real Lyfe                    | «Say Boo»                         | Young Lyfe                                        | 2006        | Автор песни и продюсер                                  |
| «Kick Push II»               | Lupe Fiasco                       | Food and Liquor                                   | 2006        | Автор песни и продюсер                                  |
| «I Ain’t Gotta Tell Ya»      | Ne-Yo                             | In My Own Words                                   | 2006        | Автор песни и продюсер                                  |
| «Enough»                     | Howard Hewett                     | If Only                                           | 2007        | Композитор                                              |
| «Favorite Girl»              | Marques Houston                   | Veteran                                           | 2007        | Продюсер, автор песни, игра на музыкальных инструментах |
| «You Should’ve Been Told Me» | Tichina Arnold                    | Soul Free                                         | 2007        | Автор песни и вокалист                                  |
| «Never Be Lonely»            | Emily King                        | East Story                                        | 2007        | Автор песни и вокалист                                  |
| «Can’t Get Tired of Me»      | Bow Wow                           | Face Off                                          | 2007        | Автор песни                                             |
| «Gone With the Wind»         | Vanessa Hudgens                   | Identified                                        | 2008        | Автор песни                                             |
| «Bedroom»                    | Donnie Klang                      | Just a Rolling Stone                              | 2008        | Автор текста                                            |
| «Dr. Love»                   | Donnie Klang                      | Just a Rolling Stone                              | 2008        | Соавтор                                                 |
| «Portrait of Love»           | Cheri Denis                       | In and Out of Love                                | 2008        | Автор песни                                             |
| «Tonight»                    | Marques Houston                   | Mr. Houston                                       | 2009        | Автор песни                                             |
| «Now that I’m here»          | Jackie Boys                       | Love and Beyond                                   | 2009        | Автор песни и продюсер                                  |
| «Truth»                      | W-inds                            | Сингл                                             | 2009        | Автор песни и продюсер                                  |
| «Let it Go»                  | Double                            | Сингл                                             | 2009        | Автор песни                                             |
| «Ke Nako»                    | разные                            | Listen Up! The Official 2010 Fifa World Cup Album | 2010        | Продюсер                                                |
| «Back to life»               | Olivia Ong                        | Romance                                           | 2011        | Сопродюсер                                              |
| «Eventually»                 | Double                            | Woman                                             | 2011        | Продюсер                                                |
| «Passing By»                 | Koda Kumi                         | Dejavu                                            | 2011        | Автор песни и продюсер                                  |
| «Demon»                      | Jay Park                          | Сингл                                             | 2011        | Автор песни                                             |
| «Fly»                        | 2Face Idiba                       | The Unstoppable                                   | 2011        | Автор песни и продюсер                                  |
| «One Night»                  | Keita Tachibana                   | Slide 'n' Step                                    | 2013        | Продюсер                                                |
| «Searching»                  | Keita Tachibana                   | Slide 'n' Step                                    | 2013        | Продюсер                                                |
| «Addicted»                   | Melissa B.                        | Addicted                                          | 2013        | Продюсер и автор песни                                  |
| «What You Started»           | Melissa B.                        | What you Started                                  | 2013        | Продюсер и автор песни                                  |
| «Pretty Girl»                | Keita Tachibana                   | Slide 'n' Step                                    | 2013        | Продюсер                                                |
| «Feels Like Love»            | La Toya Jackson                   | Сингл                                             | 2014        | Продюсер                                                |
| «Ain’t Missing you»          | Chief Keef                        | Ain’t Missing you — Single                        | 2015        | Продюсер                                                |
| «Champagne»                  | Charisse Mills ft. French Montana | Сингл                                             | 2015        | Автор песни                                             |
| «Blown Away»                 | Joe EL                            | Timeless                                          | 2015        | Автор песни и приглашенный артист                       |
| «Starlight»                  | Melissa B.                        | Starlight                                         | 2015        | Продюсер, автор песни и приглашенный артист             |
| «DSLYM»                      | self                              | Nothing to Prove                                  | 2015        | Автор песни и исполнитель                               |
| «Mercy»                      | Corey Feldman                     | Angelic 2 the Core                                | 2016        | Автор песни и исполнитель                               |
| «Necessito Tú Amor»          | Fabio Legarda ft. B. Howard       | Сингл                                             | 2017        | Автор песни и исполнитель                               |
| «You and Me»                 | Alex To                           | Сингл                                             | 2017        | Автор песни и продюсер                                  |
| «Crazy»                      | Bibi Zhou                         | Сингл                                             | 2017        | Автор песни                                             |

### Исполнитель

#### Альбом«Genesis» (выпущен в 2010)
- Super Model
- Addict
- Electric Lights featuring Kamilah
- Finally
- Once Again
- Take it Slow
- Flashback
- She’s Got a Man
- Spend The Night
- Crush
- Ananda
- Killah
- Just Not Giving Up[24][25]

#### Приглашенный вокалист
| Название песни      | Основной исполнитель | Альбом                                            | Дата выхода |
| ------------------- | -------------------- | ------------------------------------------------- | ----------- |
| «Let it Go»         | Double               | Сингл                                             | 2009        |
| «Ke Nako»           | Various              | Listen Up! The Official 2010 Fifa World Cup Album | 2010        |
| «Demon»             | Jay Park             | Сингл                                             | 2011        |
| «Passing By»        | Koda Kumi            | Dejavu                                            | 2011        |
| «In Love»           | Patrick Toussaint    | Сингл                                             | 2014        |
| «I’m Fly»           | Stomy Bugsy          | Сингл                                             | 2015        |
| «Necesito tu Armor» | Fabio Legarda        | Сингл                                             | 2017        |
| «You and Me»        | Alex To              | Сингл                                             | 2017        |

### Синглы
| Название                          | Дата выхода | Альбом           | Место в чарте       |
| --------------------------------- | ----------- | ---------------- | ------------------- |
| «Super Model»                     | 2011        | Genesis          |                     |
| «Dancefloor»                      | 2011        | Genesis          |                     |
| «I Do It»                         | 2013        | Сингл            |                     |
| «DSYLM», «Don’t Say You Love Me»  | 2015        | Nothing to Prove | No. 11              |
| «Necesito tu Amor — Version Trap» | 2017        | Сингл            | No. 3, Latin charts |

### Фильм
| Год                 | Заголовок | Роль          | Примечания |
| ------------------- | --------- | ------------- | ---------- |
| «История двух Кори» | 2018      | Майкл Джексон | ТВ фильм   |